# Acontia bicolora
Acontia bicolora är en fjärilsart som beskrevs av John Henry Leech 1889. Acontia bicolora ingår i släktet Acontia och familjen nattflyn. Inga underarter finns listade i Catalogue of Life.